# Нейрофанк
Нейрофа́нк (англ. neurofunk) — поджанр драм-н-бейс, отличительной чертой которого является повышенное внимание к остроте звучания, достигается за счёт пилообразных, т. н. «жующих», басов.

## История
Этот стиль основан такими музыкантами, как Ed Rush, Optical, Matrix и Ryme Tyme в 1997—1998 годах в Лондоне. Он развивался под влиянием многочисленных музыкальных жанров — техно, хауса, джаза. Их влияние ощущалось в использовании стройных логичных и ритмичных построений из резких звуков (stabs) в басовой линии, которые в свою очередь поддерживались высокотехничными барабанными петлями с инверсивными элементами на подложке. При этом основным влиянием всегда был классический фанк, причём его наиболее тёмные и тяжёлые психоделические формы. Прототип нейрофанка на ранней стадии можно услышать в миксе Ed Rush & Optical на BBC Radio 1 за 1998 год. Это был наиболее творческий период у первой волны продюсеров, определивший характерный для стиля звук.
В 1999 и 2000 годах балом правил шотландский проект Konflict из Глазго. Они придали звуку и структуре стиля более жёсткую и ещё более тёмную форму с сильнейшим влиянием техно на первом плане. Главный вклад Konflict в развитие жанра состоит в том, что они заложили новые стандарты для последующих поколений продюсеров XXI века.
Optical зародил основы жанра своим треком «To Shape the Future» (Metalheadz Records/1997). После Konflict, в 2002 году такие исполнители как Sinthetix, Cause 4 Concern, Silent Witness, Break взяли за основу их наработки и сконцентрировались на более холодном и точном программировании барабанов, более тяжёлых басовых линиях и более «жирных» и отточённых миксдаунах.
С развитием студийной аппаратуры и мастерством продюсеров стиль эволюционировал семимильными шагами. Период с 2003 по 2013 год характеризуется как самый технологически «продвинутый». Знаковые исполнители времени — Rob F (ex-Sinthetix), Fierce, Optiv, Corrupt Souls, Mindscape, Noisia, Teebee, Phace, The Upbeats, Misanthrop, Desimal, Spor, Black Sun Empire и другие. Также интересен своим необычным звуком Gridlok, несмотря на использование в треках духовых семплов джазовых оркестров эры бигбэнда, ему удалось сохранить характерный для старого нейрофанка минимализм.

## Современное развитие и влияние на другие жанры
Современный нейрофанк (neurofunk) по-прежнему является сложнейшим для создания стилем электронной музыки. За более чем десятилетие существования он преобразовался из музыки с не быстрым (по сравнению с современной сценой) ритмом и глубокими несложными пилообразными басами в острый микс из часто меняющегося острого, глубокого, плотного, жирного баса являющийся главным атрибутом нейрофанка. Ритм при этом значительно ускорился, и в среднем составляет 170—174 ударов в минуту. Тем не менее, развилось и другое направление, отличительной чертой которого являются глубокие (т. н. «диповые») басовые линии (примеры треков подобного направления можно найти на лейбле Invisible, принадлежащем Noisia).
В последнее время начали появляться дабстеп композиции с тяжёлым и явно нейрофанковым звучанием, ритм при этом обычно медленнее среднестатистического в мейнстримовом дабстепе и много медленнее нейрофанкового. Часто их применяют для того, чтобы люди на танцполе немного отдохнули или как удачный способ разнообразить сет. Пример: релиз SOTE001 (лейбл Shadow of the Empire), состоящий из треков «Black Sun Empire — Hyper Sun» и «Black Sun Empire — Cold Crysis».
Также часто можно встретить отголоски пилообразных басов и в таком мягком и мелодичном направлении драм-н-бейса, как атмосферик. При этом композиции на слух совсем нетяжёлые и предназначены скорее не для танцпола, а для спокойного прослушивания в клубе или кафе с хорошей аудио-аппаратурой.

## Значимые подкасты и миксы
Как и всю танцевальную музыку, нейрофанк обычно не слушают отдельными композициями, так как музыка структурно предназначена для использования в миксах. Далее приведён список значимых серий подкастов и качественных миксов:

### Подкасты
- Lifted Music Podcasts (mixed by Spor & Chris Renegade, лейбл Lifted Music)
- Black Sun Empire Podcasts (mixed by Black Sun Empire, лейбл BSE Recordings)
- Black Seeds Podcasts (mixed by Noxius, лейбл Black Seeds Recordings)
- DNB.GE Podcasts (mixed by Alex Rayden)
- Mindtech Recordings Podcasts (лейбл Mindtech Recordings)
- Neosignal Podcasts (mixed by Phace & Misanthrop, лейбл Neosignal)
- Papercast 1-6, Paperfunk Show (mixed by Paperclip, лейбл Paperfunk Recordings)
- Dutty Audio Podcast (mixed by Optiv & BTK, лейбл Dutty Audio)
- Neuropunk (mixed by Bes, лейбл TAMRECORDS)
- Eatbrain Podcasts

### Миксы
- Noisia — Invisible Studio Mix (Jan 2010)
- Deep Space 2 — The Grid (Mixed by Lunar Impulse)
- Deep Space 1 (Mixed by Lunar Impulse)
- Deep Space 4 — The Earth (Mixed by Lunar Impulse & UpLine)
- Mebsuta — Cryonics Core
- Alex Quasar — Kick Sessions
- Artifex and Robot Hands — (Darkwax Express Vol. 91) (Pt.1)
- Artifex and Robot Hands — (Darkwax Express Vol. 91) (Pt.2)

### Миксы-релизы
- RESIDENTCD08 — Resident Magazine Promo Mix Vol. 8 (mixed by Black Sun Empire)
- FABRIC80 — Fabriclive 40 (mixed by Noisia)
- RESIDENTCD10 — Lifted Music Label Mix (mixed by Chris Renegade & Spor)